# Latający zajączek
Latający zajączek (węg. A Kockásfülű nyúl, 1978) – węgierski serial animowany.

## Opis fabuły
Serial opisuje przygody zielonego zajączka, który za pomocą swoich długich uszu potrafi latać, pomaga dzieciom i rozwiązuje problemy.

## Odcinki
- Serial liczy 26 odcinków.
- W Polsce nadawany był przez Telewizję Polską w czwartkowych dobranockach.

### Spis odcinków
| N/o            | Polski tytuł       | Węgierski tytuł          |
| -------------- | ------------------ | ------------------------ |
|                |                    |                          |
| SERIA PIERWSZA |                    |                          |
|                |                    |                          |
| 01             | Urodziny           | Kriszta születésnapja    |
|                |                    |                          |
| 02             | Bałwan             | Menyus és a hóember      |
|                |                    |                          |
| 03             | Zoo                | Kistöfi az állatkertben  |
|                |                    |                          |
| 04             | Piknik             | Kriszta a majálison      |
|                |                    |                          |
| 05             | Impreza sportowa   | Menyus és a sportverseny |
|                |                    |                          |
| 06             | Indianka           | Kriszta az indián        |
|                |                    |                          |
| 07             | Bal kostiumowy     | Kriszta és a jelmezbál   |
|                |                    |                          |
| 08             | Jezioro            | Kistöfi a tóparton       |
|                |                    |                          |
| 09             | Konkurs rysunkowy  | Menyus és a rajzverseny  |
|                |                    |                          |
| 10             | Góry               | Kistöfi a hegyekben      |
|                |                    |                          |
| 11             | Plac zabaw         | Kriszta a játszótéren    |
|                |                    |                          |
| 12             | Samochód           | Kistöfi eltéved          |
|                |                    |                          |
| 13             | Foksterier         | Menyus meg a foxi        |
|                |                    |                          |
| 14             | Aparat             | A fényképezőgép          |
|                |                    |                          |
| 15             | Tulipany           | Tulipánok a téren        |
|                |                    |                          |
| 16             | Dżudo              | Az erőművész             |
|                |                    |                          |
| 17             | Wózek              | A kölcsönkért babakocsi  |
|                |                    |                          |
| 18             | Spacer z psem      | Kutyasétáltatás          |
|                |                    |                          |
| 19             | Cyrk               | A cirkusz                |
|                |                    |                          |
| 20             | Mapa               | A repülű térkép          |
|                |                    |                          |
| 21             | Plaża              | Süt a nap                |
|                |                    |                          |
| 22             | Zabawka            | A csodakocsi             |
|                |                    |                          |
| 23             | Papuga             | Az elveszett papagáj     |
|                |                    |                          |
| 24             | Domek              | Kié a ház?               |
|                |                    |                          |
| 25             | Muzykowanie        | Zenedélután              |
|                |                    |                          |
| 26             | Zabawa w chowanego | A nagy bújócska          |
|                |                    |                          |